# Острови Риау
Островите Риау (на индонезийски: Kepulauan Riau) е една от провинциите на Индонезия. Населението ѝ е 1 968 313 жители (по преброяване от май 2015 г.), а има площ от 8202 кв. км. Религиозният състав през 2010 г. е: 79,34% мюсюлмани, 11,17% протестанти, 6,65% будисти, 2,28% католици и други. Намира се в часова зона UTC+7. Провинцията е съставена от 3 архипелага. Островите Риау са родното място на съвременния малайски език. Провинцията е разделена на 5 регентства.
Провинцията включва 5 големи групи острови – Риау (около 3400 km²), Бунгуран (2001 km²), Анамбас (590 km²), Тамбелан (90 km²), Бадас и множество отделни по-малки острови, разположени в южната част на Южнокитайско море. Групата острови Риау са разположени южно от полуостров Малака, североизточно от остров Суматра  и северно от архипелага Линга. Тук се намират 2 от най-големите острови на цялата провинция Бинтан (1075 km²) и Батам. Изградени са главно от гранити. Релефът им е хълмист с височина до 360 m. Бреговете на повечето острови са обградени от коралови рифове. Отглежда се черен пипер, каучуково дърво и копра. На остров Бинтан се намира едно от най-големите в света находища на боксити. Развит е и местен риболов. Най-голям град и административен център на провинцията е град Танджунгпинанг.